# Miroslav Lipovský
Miroslav Lipovský (* 19. November 1976 in Skalica, Tschechoslowakei) ist ein slowakischer Eishockeytorwart, der seit Dezember 2012 wieder beim HK 36 Skalica in der slowakischen Extraliga unter Vertrag steht. 

## Karriere
Miroslav Lipovský begann seine Karriere als Eishockeyspieler in seiner Heimatstadt beim HK 36 Skalica, für dessen Profimannschaft er in der Saison 1996/97 sein Debüt in der 1. Liga, der zweiten slowakischen Spielklasse, gab. Mit der Mannschaft erreichte er als Stammtorwart in seinem Rookiejahr auf Anhieb den Aufstieg in die slowakische Extraliga, in der er die folgenden vier Jahre mit Skalica verbrachte. Die Saison 2001/02 verbrachte er beim Ligarivalen MsHK Žilina, kehrte jedoch bereits zur folgenden Spielzeit nach Skalica zurück. Es folgte ein Jahr beim Extraliga-Rivalen MHk 32 Liptovský Mikuláš. Zu Beginn der Saison 2004/05 war er erstmals in seiner Laufbahn im Ausland aktiv, als er für Neftjanik Leninogorsk aus der Wysschaja Liga, der zweiten russischen Spielklasse, in 18 Spielen zwischen den Pfosten stand. Die Spielzeit beendete er jedoch erneut in seiner slowakischen Heimat beim HK Nitra.
In der Saison 2005/06 gewann Lipovský mit seinem Ex-Klub MsHK Žilina erstmals in seiner Laufbahn den slowakischen Meistertitel. Er selbst hatte mit guten Leistungen großen Anteil an diesem Erfolg und wurde in das All-Star Team der Extraliga gewählt. Kurz nach Beginn der Saison 2006/07 wurde der ehemalige Nationalspieler vom Spitzenverein HC Košice verpflichtet, mit dem er in der Saison 2008/09 ebenfalls Slowakischer Meister wurde. Es folgten weitere eineinhalb Jahre beim MsHK Žilina sowie gegen Ende der Saison 2010/11 ein kurzes Engagement beim HK Nitra. In der Saison 2011/12 lief der Slowake für die Frederikshavn White Hawks in der dänischen AL-Bank Ligaen auf. 
Zur Saison 2012/13 wurde er vom slowakischen Zweitligisten HK Spišská Nová Ves verpflichtet, ehe er im Dezember 2012 zu seinem Heimatverein zurückkehrte.

### International
Für die Slowakei nahm Lipovský an der Weltmeisterschaft 2000 teil. Als Ersatztorwart ohne Einsatz gewann er mit seiner Mannschaft die Silbermedaille. 

## Erfolge und Auszeichnungen
- 1997 Aufstieg in die slowakische Extraliga mit dem HK 36 Skalica
- 2000 Silbermedaille bei der Weltmeisterschaft
- 2006 Slowakischer Meister mit dem MsHK Žilina
- 2006 All-Star Team der slowakischen Extraliga
- 2009 Slowakischer Meister mit dem HC Košice